# Fernanda Contri

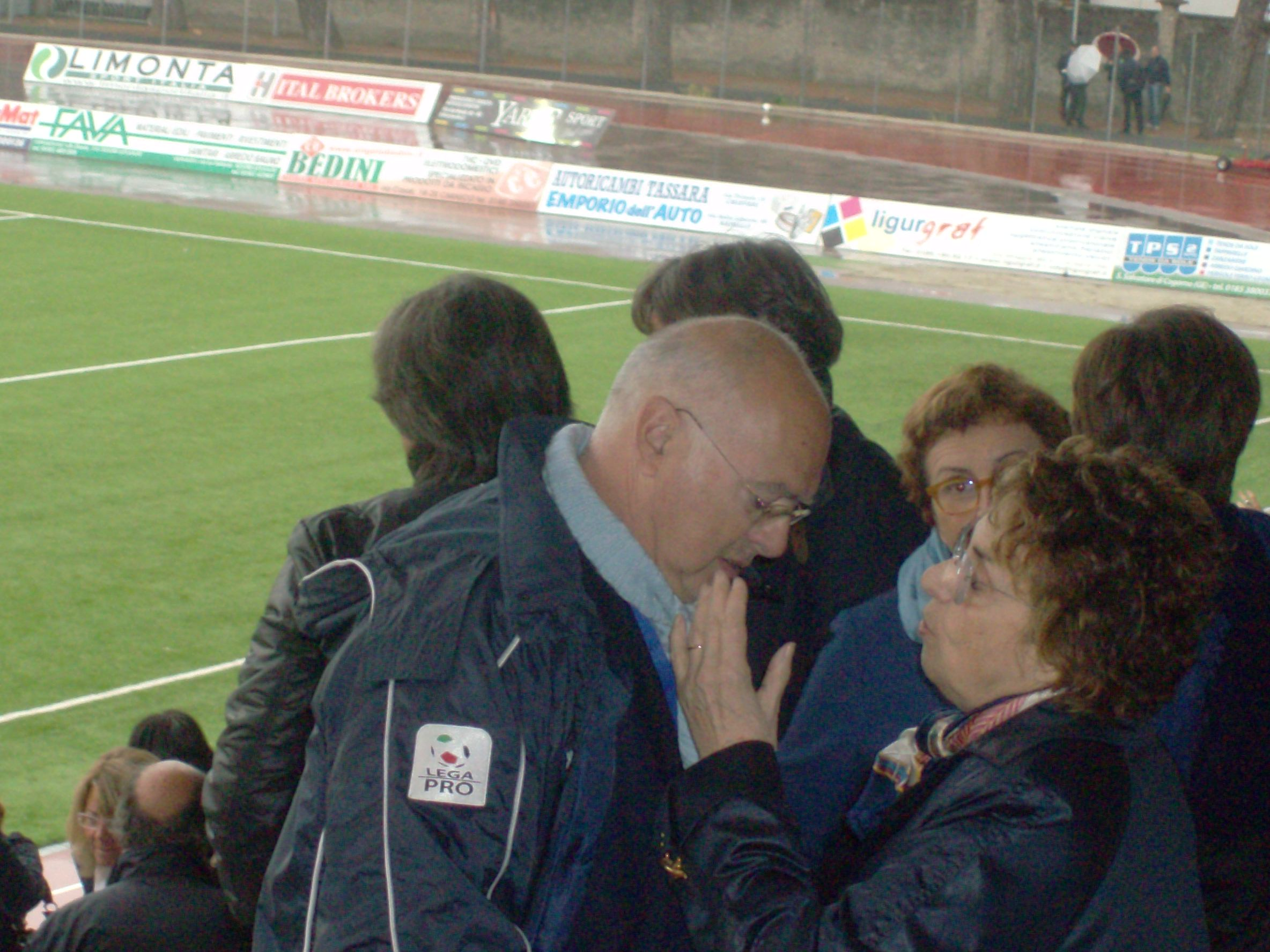
Fernanda Contri

Fernanda Contri (* 21. August 1935 in Ivrea) ist eine italienische Juristin und Magistratin.
Contri ist Tochter eines Agronomen und einer Hausfrau.
Contri hat, nachdem ihr die Zulassung zum Medizinstudium verwehrt worden war, an der Universität Genua Jurisprudenz studiert und ist eine auf Familienrecht spezialisierte Anwältin.
1986 wurde sie im Auftrag der Italienischen Sozialistischen Partei Mitglied im Consiglio Superiore della Magistratura (Selbstverwaltungsrat und Dienstgericht der Richterschaft in Italien) und stand Giovanni Falcone in seinem unpopulären Bestreben die italienische Mafia zu bekämpfen bei.
1992 wurde sie Generalsekretärin des Ministerratsvorsitzenden Giuliano Amato.
Vom 28. April 1993 bis zum 10. Mai 1994 war sie Ministerin für soziale Angelegenheiten (ministro degli Affari sociali) in der Regierungszeit Carlo Azeglio Ciampis. Während ihrer Amtszeit setzte sie sich vor allem für die Rechte von Minderjährigen, Menschen mit Behinderungen sowie von Menschen, die ohne italienische Staatsbürgerschaft in Italien leben, ein. Von 1994 bis 1996 praktizierte sie wieder als Anwältin in Genua.
Contri wurde am 4. November 1996 vom italienischen Staatspräsidenten Oscar Luigi Scalfaro zur Verfassungsrichterin nominiert. Es gab Kritik an ihrer Nominierung, da Contri einige Monate zu den zwanzig Jahren Berufserfahrung fehlten, die für praktizierende Anwälte erforderlich sind. Sie war die erste Frau, die dieses Amt beim italienischen Verfassungsgericht bekleidete. Eingeschworen wurde sie am 6. November 1996.
Am 14. Dezember 2004 war sie als erste Frau Vorsitzende einer Sitzung des Verfassungsgerichtes.
Valerio Onida nominierte sie in seiner Funktion als Präsident des Verfassungsgerichtes am 10. März 2005 zur Vizepräsidentin. Contri ist bisher die einzige Frau, die dieses Amt innehatte. Ihre Amtszeit als Richterin am Verfassungsgericht endete am 6. November 2005.
Contri ist Witwe von Giorgio Bruzzone, einem Anwalt und Partisan, und hat eine Tochter namens Anna.
Sie war Mitglied im L’Ulivo und hat das Statut des Partito Democratico verfasst.